# Estação Miromesnil
Miromesnil é uma estação das linhas 9 e 13 do Metrô de Paris, localizada no 8.º arrondissement de Paris.

## História
A estação foi inaugurada em 1923 para a linha 9 e em 1973 para a linha 13. Seu nome vem da rue de Miromesnil, que é uma homenagem ao magistrado Armand Thomas Matiz de Miromesnil (1723-1796), que foi Guarda-Selos de 1774 a 1787. Ele aboliu a questão preparatória, ou seja, as torturas infligidas aos acusados.
A estação da linha 13 foi a primeiro dos doze estações desta linha a ser equipado com portas de plataformas. As obras ocorreram até abril de 2010 para a preparação das plataformas, e até julho de 2010, para a instalação propriamente dita. Em seguida, onze outras estações desta linha foram equipadas.
Em 2011, 5 769 023 passageiros entraram nesta estação. Ela viu entrar 5 916 541 passageiros em 2013, o que a coloca na 61ª posição das estações de metrô por sua frequência.
Em 2025, A Iberdrola desenvolveu uma tecnologia pioneira que transforma os torniquetes do metro em turbinas eólicas, capazes de gerar energia limpa a partir do movimento dos passageiros. Durante um teste na estação Miromesnil, em Paris, o sistema produziu mais de 2.300 watts diários, utilizando um mecanismo inspirado no funcionamento dos relógios automáticos. Batizado de “Turnstile Turbines”, o projeto foi criado em parceria com a Escola de Engenharia Junia HEI e tem potencial para ser implementado em toda a rede de metrô parisiense, com a capacidade de abastecer uma linha inteira e reduzir até 30.000 toneladas de emissões de CO2 por ano.

## Serviços aos Passageiros

### Acessos
A estação possui três acessos, incluindo duas entradas de metrô no cruzamento da rue La Boétie e do eixo formado pelas avenidas Delcassé e Percier, de um lado, e um acesso no imóvel no cruzamento da rue La Boétie e da rue de Miromesnil, do outro lado.

### Plataformas
Na linha 13, a estação é uma estação-gaiola com pés-direitos verticais e teto horizontal. Na linha 9, a estação possui uma abóbada de forma ovoide, exceto em sua extremidade oeste, onde os pés-direitos são verticais e o teto horizontal, correspondente à parte da estação estendida durante a reorganização de 1973, em que foram criadas duas grandes salas para possibilitar a correspondência com as plataformas da linha 13.

### Intermodalidade
A estação é servida pelas linhas 28, 32, 52 (na direção de Parc de Saint-Cloud unicamente), 80, 83 (na direção de Friedland - Haussmann unicamente) e 93 (na direção de Suresnes - De Gaulle unicamente) da rede de ônibus RATP e, à noite, pelas linhas N01, N02 e N53 da rede de ônibus Noctilien.

## Pontos turísticos
- Palácio do Eliseu
- Ministério do Interior
- Museu Jacquemart-André

Galeria de fotografias
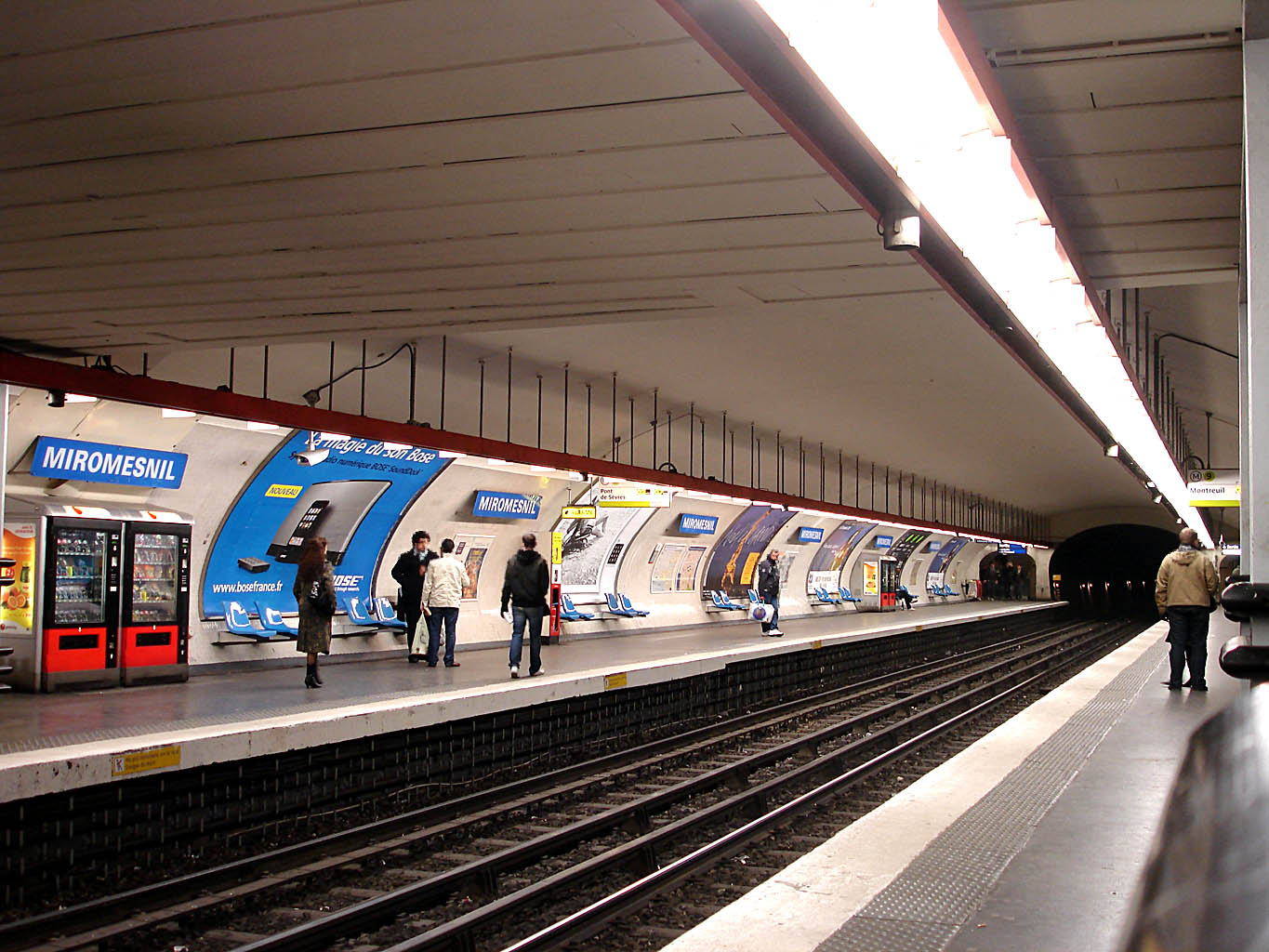
Plataformas da linha 9.
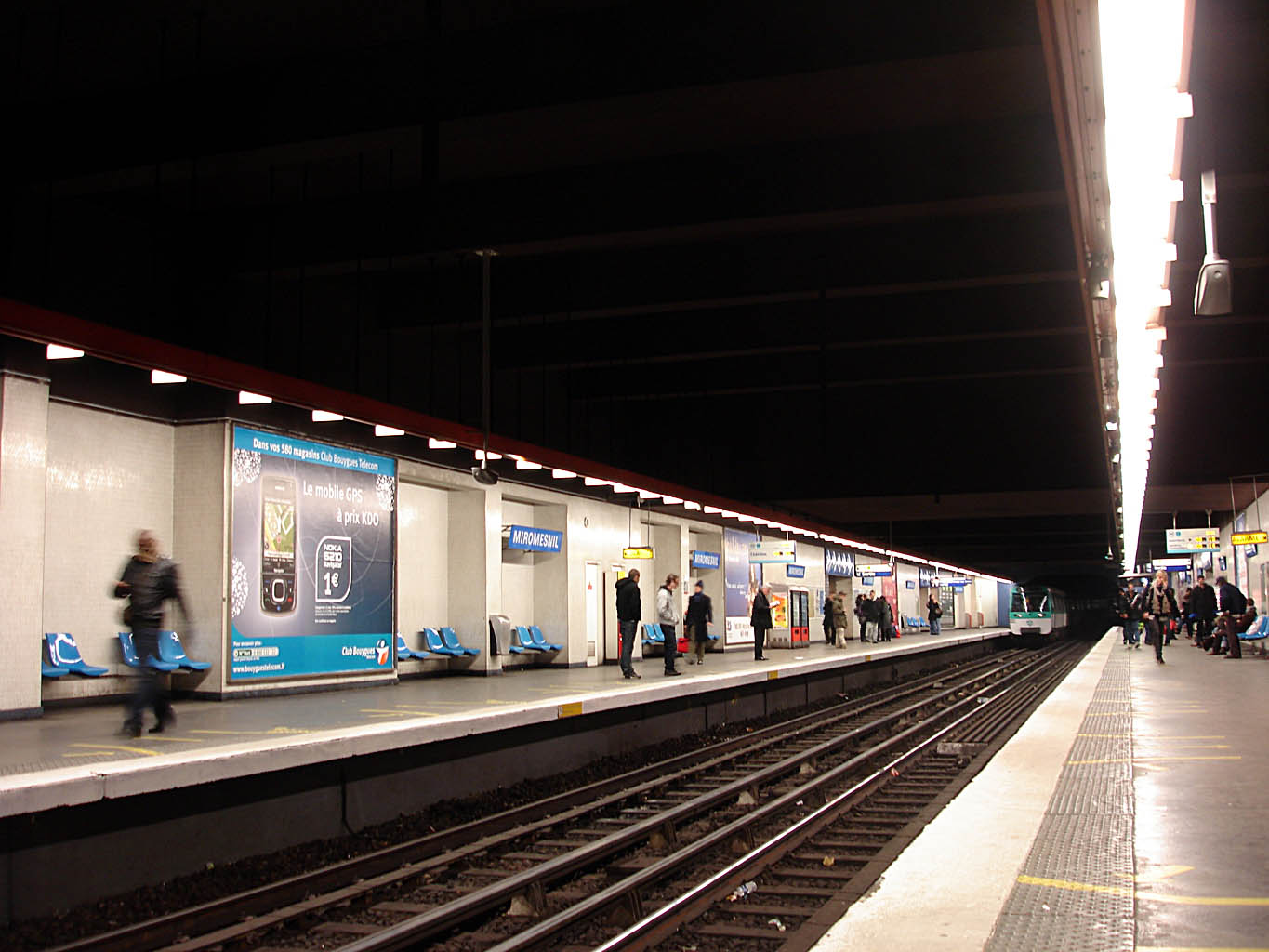
Plataformas da linha 13 antes da instalação das portas de plataforma.
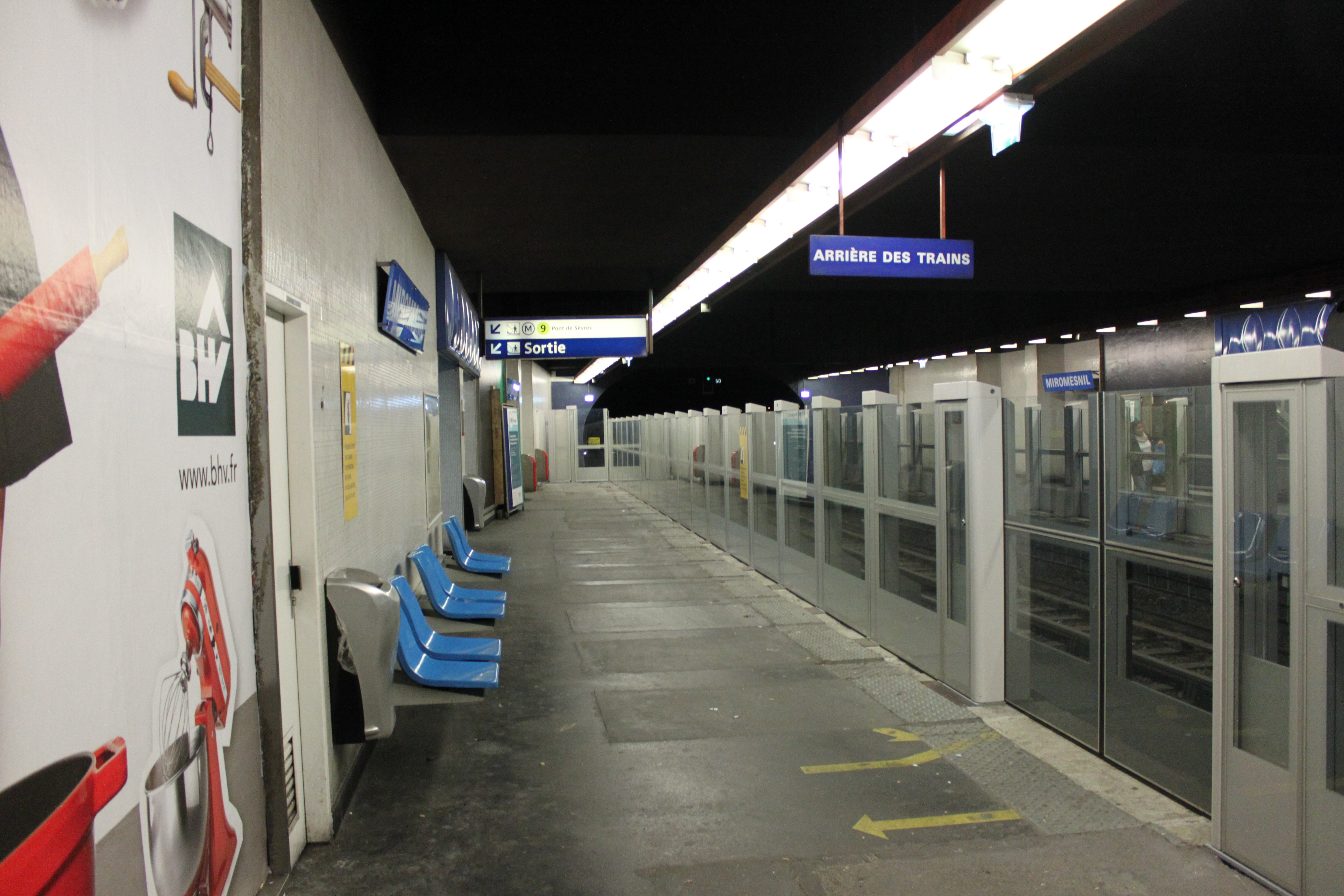
Plataformas da linha 13 depois da instalação das portas de plataforma.